# Brisbane International 2016
Das Brisbane International 2016 war der Name eines Tennisturniers der WTA Tour 2016 für Damen sowie eines Tennisturniers der ATP World Tour 2016 für Herren, welche zeitgleich vom 3. bis 10. Januar 2016 in Brisbane stattfanden.

## Herrenturnier
→ Qualifikation: Brisbane International 2016/Herren/Qualifikation

## Damenturnier
→ Qualifikation: Brisbane International 2016/Damen/Qualifikation